# Samagan
Samagan est une commune rurale du département de Bobo-Dioulasso de la province du Houet dans la région des Hauts-Bassins au Burkina Faso.

## Géographie
Samagan est située dans le 6e arrondissement du département de Bobo-Dioulasso, à 8 km du centre de Bobo-Dioulasso.

## Éducation et santé
Le centre de soins le plus proche de Samagan est le centre de santé et de promotion sociale (CSPS) de Logofourousso, tandis que les hôpitaux de Bobo-Dioulasso assurent les actes plus importants.